# Hypsochila galactodice
Hypsochila galactodice is een vlindersoort uit de familie van de Pieridae (witjes), onderfamilie Pierinae.
Hypsochila galactodice werd in 1955 beschreven door Ureta.